# Inchicapi
El inchicapi, también llamado inchicapi de gallina, es un plato típico de la gastronomía del Perú, específicamente de la selva peruana. Precisamente en los departamentos de Ucayali, Loreto, Amazonas, San Martín y Madre de Dios. Es tradición degustar en cumpleaños y ocasiones especiales. 

## Nombre
El nombre proviene de las palabras quechuas inchiq y api, que significan maní y mazamorra respectivamente.

## Origen
Su origen es prehispánico, mucho antes de la colonización española, y los indígenas acostumbraban a prepararlo en la selva peruana.

## Descripción
Inchicapi es una sopa espesa de origen prehispánico que se elabora a partir de caldo de gallina y harina de maíz o maní tostado molido. Se decora con sachaculantro. Es un plato que se consume en fiestas y reuniones familiares.

## Nutrientes
Es un plato altamente nutritivo por la mezcla de los ingredientes, como la gallina de la selva, el maní y la yuca, así como la harina de maíz, es rico en calorías, grasas, fibra, antioxidantes, vitamina B, vitamina C, minerales: potasio, magnesio, calcio, hierro.